# 466 هـ
466 هـ هي سنة في التقويم الهجري امتدت مقابلةً في التقويم الميلادي بين سنتي 1073 و1074.

## مواليد
- ابن التلميذ
- المستعلي بالله

## وفيات
- أبو سنان الخفاجي
- جماهـر بن عبد الرحمن
- عبد العزيز الكتاني
- محمد بن أحمد الحفصي